# Lakatos Erika
Lakatos Erika (Budapest, 1964–) fotóművész, dzsesszénekes, általános iskolai tanár és mentor.

## Életútja, munkássága
Zenész roma családból származik. Általános és középiskolai tanulmányait Budapesten végezte, a Vörösmarty Mihály Gimnáziumban érettségizett színész és dráma tagozaton. Érettségi után New Yorkban kezdte el egyetemi tanulmányait ének- és fotó-szakon, itt Stuart Fishelson volt a professzora, az ő biztatására nevezett be egy washingtoni fotóversenyre, ahol kreatív nagydíjat nyert. Művészeti önkifejezése az éneklésen és a fotózáson keresztül érvényesült, végül MA mesterdiplomáját médiaszakon szerezte meg. 
Kutatási területe a romák sztereotipikus ábrázolásának témája, s ehhez kapcsolódóan készített egy egyre növekvő alternatív portrésorozatot, projektet Roma ikonok címen, amelynek egy válogatását 2011-ben Budapesten közreadta egy albumszerű kötetben. Az Amerikai Egyesült Államokban tanulmányai, az éneklés és a fotózás mellett évekig rajzot tanított egy brooklyni iskolában. A 2000-es évek közepén tért haza Budapestre, s itthon számos egyéni és csoportos tárlaton mutatkozott be. A különleges image transzfer alternatív technikával készült képei finom és érzéki hatásúak, újszerű, rétegzett nézőpontból mutatják be az otthon, az utazás, az idő és a tér fénybeli vetületeit, allegorikus képein gyakran találkozunk kézzel festett vagy rajzolt motívumokkal. Mindezt tekintetbe véve nem véletlen, hogy a 2009-es Magyar Festészet című reprezentatív album közli életrajzát és beválogatott tőle két nagyméretű művészfotót.
Énekesként is népszerű, Szakcsi jr. Lakatos Béla jazz zongoraművész és zeneszerző együttesével lép fel. Ezeken kívül fontosnak tarja a halmozottan hátrányos helyzetű gyerekek tehetséggondozását, művészeti oktatását, ezért 2006-ban részt vett a Nyílt Társadalom Intézet (OSI) mentorprogramjában. Sokoldalú egyéniség, közvetlenül is vállal közvélemény formáló szerepet, legutóbb 2013 szeptemberében részt vett a Budapesti Építészeti Központban azon a kerekasztal-beszélgetésen, melyen a roma kortárs művészet szerepéről és megjelenési formáiról cseréltek eszmét (Katz Katalin szociológus (Jeruzsálemi Egyetem), Szuhay Péter etnográfus (Néprajzi Múzeum), Uhl Gabriella kurátor) egy újonnan megjelent We Roma (=Mi romák) című kötet kapcsán.

## A Cigány festészet című albumba beválogatott képei
- Papírrózsa (fotó és digitális technika, 75x76 cm, 2002)
- Sophie a körhintán (fotó és digitális technika, 48x49 cm, 1996)[2]

## Kötete
- Roma ikonok : New York – Budapest, 1996-2011 : emlékkönyv Sophiának / [kép ...] Lakatos Erika ; [szöveg ... Kincses Károly, Lakatos Erika]. Budapest, 2011. 120 p. ill. ISBN 978-963-08-1277-1

## Kiállításai (válogatás)

### Egyéni
- 1985 körül • New York-i Saléna Galéria (Long Island Egyetem)
- 2006 • Roma ikonok – Lakatos Erika alternatív fotókiállítása, Balázs János Galéria, Budapest
- 2008 • Memory, K.A.S. Galéria, Budapest
- 2009 • Roma ikonok, K.A.S. Galéria, Budapest
- 2011 • Roma ikonok, New York – Budapest 1996-2011, Magyar Fotográfusok Háza (Mai Manó Ház), Budapest
- 2013 • Emlékek jövője : New York – Budapest : 1996-2013, X6 Gallery, Budapest

### Csoportos
- 2006 • Balázs János Galéria, Roma Parlament, Budapest • Aranytíz Művelődési Központ, Budapest
- 2009 • K.A.S Galéria, Budapest •  Esélyek Háza, Budapest.

## Díjak, elismerések
- „Personal Vision – Washington D.C.” kreatív nagydíj (1997, Canon USA, a Kodak Professional, International Foundation of Photography, Missouri School of Journalism)